# Strigula elixii
Strigula elixii är en lavart som beskrevs av P. M. McCarthy. Strigula elixii ingår i släktet Strigula och familjen Strigulaceae.   Inga underarter finns listade i Catalogue of Life.